# Arnage (Sarthe)
Arnage é uma comuna francesa na região administrativa do País do Loire, no departamento de Sarthe. Estende-se por uma área de 10.76 km². Em 2010 a comuna tinha 5 473 habitantes (densidade: 508,6 hab./km²).